# Carl Scarborough
Carl Scarborough (Benton, Illinois, 3 juli 1914 - Indianapolis, Indiana, 30 mei 1953) was een Amerikaans autocoureur. Hij nam deel aan de Indianapolis 500 van 1951 en 1953, waarin hij geen punten scoorde voor het wereldkampioenschap Formule 1. Hij overleed aan een zonnesteek nadat hij 12e was geworden in de Indy 500 van 1953.